# Icchak Ewen
Icchak Ewen (ur. 1861 w Rozwadowie, zm. 1925 w USA) – chasydzki pisarz i dziennikarz.
Urodził się w rodzinnie chasydzkiej. Otrzymał tradycyjne wychowanie religijne. W wieku dziesięciu lat został wysłany do uczelni rabinackiej na Węgrzech.
Początkowo był zagorzałym zwolennikiem cadyka Moszego Horowica z Rozwadowa, po ożenku w wieku 16 lat przystał do obozu sadogórskiego. Po ucieczce z domu, związał się z domem Abrahama Jakuba Fridmana z Sadogóry. Wkrótce zaczął pisać korespondencje do gazet żydowskich i związał się ze środowiskiem postępowym. W 1885 roku założył we Lwowie pierwszą szkołę z wykładowym językiem hebrajskim (nauczał w niej między innymi Rabin Majer Bałaban). Następnie pracował jako dyrektor w przemyśle naftowym; w 1908 roku nabył w Wiedniu dobrze prosperujące przedsiębiorstwo. Po bankructwie przeniósł się do Ameryki, gdzie zajął się literaturą i pracą dziennikarską.
Swoje losy z czasów chasydzkich opisał we wspomnieniach „Z cadykowego dworu”.